# Drosophila audientis
Drosophila audientis är en tvåvingeart som beskrevs av Lin och Ting 1971. Drosophila audientis ingår i släktet Drosophila och familjen daggflugor.
Artens utbredningsområde är Taiwan.